# Gromadkarze
Gromadkarze – luterański ruch narodowo-religijny o charakterze pietystycznym wśród Mazurów zapoczątkowany w pierwszej połowie XIX wieku. Jego kres nastąpił po II wojnie światowej.

## Geneza ruchu gromadkarskiego
W XIX wieku, podobnie jak w innych Kościołach luterańskich, także w Ewangelickim Kościele Unii Staropruskiej w Prusach Wschodnich, zyskiwał zwolenników pietystyczny styl pobożności. Przyjmuje się, iż istotny wpływ na rozszerzanie się pietyzmu na tym terenie mieli osiedleni tam bracia salzburscy. Ta odmiana religijności protestanckiej przyjęła się wśród polskojęzycznych Mazurów, zaś w litewskiej części Prus wśród Litwinów.

## Charakterystyka religijności
Religijność pietystyczna na Mazurach w XIX i XX w. polegała w szczególności na gromadzeniu się niektórych wiernych urzędowego Kościoła pruskiego w małych grupach (często w prywatnych mieszkaniach), wspólnym czytaniu Biblii, modlitwie, śpiewie religijnym i prowadzeniu rozważań religijnych. Uczestnicy tych zgromadzeń głosili konieczność nawrócenia się, rozumianego jako odrodzenie w Duchu Świętym, które uzdalnia do wejścia we wspólnotę prawdziwie wierzących, czyli wybranych; elitarność ruchu dawała powód do oskarżeń o separatyzm religijny; praktyki i wierzenia religijne połączone były z nieuznawaniem skuteczności pomocy lekarskiej i nietroszczeniem się o wykształcenie dzieci i młodzieży; gromadkarzy ceniono natomiast za sumienne spełnianie obowiązków, pielęgnowanie ojczystej mowy i moralne życie; ich działalności sprzeciwiało się duchowieństwo ewangelickie, zwłaszcza w latach 80. XIX wieku. Istotnym rysem ich pobożności była abstynencja od alkoholu i innych używek. Gromadkarze wybierali spośród siebie własnych kaznodziejów. Nie wszyscy jednak uchylali się od posług duchownych pruskiego Kościoła państwowego. Gromadkarze prowadzili aktywną działalność misyjną, mającą na celu pozyskiwanie w ich szeregi kolejnych wiernych. Przyjmuje się, iż przed 1914 gromadkarzami była 1/4 Mazurów.
Istotną rolę dla umacniania tożsamości gromadkarzy miały następujące książki religijne:
- J. Bądzio, Czytania nabożne ku chwale Boga, Pisz 1852[2]
- J.E. Gossner, Ewangelicka domowa postylla, Szczytno 1849[2]
- D. Hollaz, Zbawienny łaski ewangelijnej obrządek, Olecko 1859, Ostróda 1895[2]
- W. Michalczyk, Ewangelia Nikodema, Pisz 1854, Ostróda 1904[2]

Wśród czasopism gromadkarskich ważną rolę odgrywały miesięczniki:
- „Poseł Pokoju” (Działdowo 1906–1908)[3]
- „Trąba Ewangelijna” (Szczytno 1912–1913)
- „Głos Ewangelijny” (Szczytno 1926–1939)
- „Poselstwo Prawdy” (Ełk)[3]

Część gromadkarzy mazurskich skupiona była w formalnych stowarzyszeniach:
- Wschodniopruskie Ewangelickie Zrzeszenia Modlitwy założone przez K. Kukata[3]
- Wspólność Chrześcijańska (1909–1914) założona przez B. Leyka, której wiodącymi kaznodziejami byli: R. Barcz, F. Brzeziński, K. Glimski, B. Patscha[3]
- Społeczność Chrześcijańska (1928–1935)[2]

## Aspekt narodowościowy
Po Wiośnie Ludów, gdy zaczął się budzić duch narodowościowy w całej Europie, również Mazurzy poszukiwali swej tożsamości. Stąd zachowywali język polski, a także zwyczaje i ludowe obrzędy przyniesione przez pradziadów z Mazowsza. Chociaż głównym celem Staropruskiego Kościoła Unijnego było wzmocnienie władzy królewskiej w Królestwie Prus i uzależnienie feudalne chłopów od możnych, to również Kościół ten wystąpił w roli germanizatora osiadłej od wieków w Prusach Wschodnich ludności pochodzenia polskiego i litewskiego. Na całych Mazurach zaczęto rugować język polski z ewangelickich zborów i szkół podlegających władzom kościelnym. W miejsce pastorów, którzy nie chcieli nauczać po niemiecku (albo w ogóle nie znali tego języka) zaczęto sprowadzać z głębi Niemiec takich, którzy nie znali języka polskiego. Siłowe wprowadzanie języka niemieckiego w zborach i szkołach, gdzie dotąd obowiązywał język polski, wzbudziło oburzenie i przeciwdziałanie ludności Mazur. Jednocześnie prześladowano pastorów, którzy przeciwstawiali się germanizacji.
Ruch gromadkarski, obok wymiaru religijnego był więc zarazem formą protestu przeciwko germanizacji Mazurów, zarówno przez władze państwowe, jak i kościelne. Ten jego walor budził zainteresowanie ze strony przedstawicieli polskiego ruchu narodowego z terenu Królestwa Polskiego i innych ziem. Za polską identyfikację narodową gromadkarzy spotykały ustawiczne szykany ze strony władz niemieckich.
Od języka polskiego gromadkarzy odwodził na rzecz niemczyzny m.in. pietysta F. Grosskopf.

## Główne ośrodki
Działalność gromadkarzy koncentrowała się w miejscowościach Działdowo, Nidzica, Olsztynek, Ostróda, Pasym i Szczytno. Na skutek emigracji w głąb Niemiec w Westfalii znalazło się znaczące środowisko mazurskich gromadkarzy, zwłaszcza w Essen i okolicach Gelsenkirchen (w okresie międzywojennym żyło tam ok. 4000 Mazurów).

## Wybitni działacze
- Reinhold Barcz (1884–1942)
- Jan Bądzio (2. poł. XIX w.)[2]
- Karol Glimski (1873–1959)[2]
- Jan Jenczio (1797–1884)
- Krzysztof Kukat[3]
- Gottlieb Kompa (1874–1954)[2]
- Bogumił Leyk (1860–1945)
- Wilhelm Małłek (1862–1937)[2]
- Jan Paprota (zm. 1960)[2]
- Franciszek Jan Pilchowski (ur. 1869)[2]
- Fryderyk Wallesch (1855–1934)[2]

## Gromadkarze litewscy
Wśród Litwinów gromadkarze nosili miano „surinkimininker” („ludzie zgromadzenia”) lub „maldeninker” („modliciele”). Z czasem wytworzyły się i u gromadkarzy litewskich 2 nurty: ascetyczny „klimkenai” – od nazwiska kaznodziei Klimkusa Grigelaitisa (1750–1825), i mniej liczny, umiarkowany w ascetycznych praktykach „jurkunisskai” – od kaznodziei Jurkunassa; władze świeckie i kościelne uważały ich trwanie przy języku litewskim za separatyzm.

## Grupy religijne z pobrzeża gromadkarstwa
Wokół Augusta Chyty z Ciemnej Dąbrowy k. Szczytna powstała grupa chiliastów kojarzona z gromadkarzami, lecz w istocie od nich odrębna. Ze środowiska gromadkarskiego wiernych pozyskiwali przedstawiciele innych wyznań, a zwłaszcza baptyści, adwentyści i mormoni.

## Losy w III Rzeszy i po II wojnie światowej
Zdobycie władzy przez partię nazistowską spowodowało szykany wobec gromadkarzy, zwłaszcza ze względu na ich przywiązanie do języka polskiego oraz niezależność organizacyjną. Aresztowano czołowych działaczy tego ruchu. Przykładem przywódcy gromadkarskiego, skazanego za swą działalność przez władze hitlerowskie na śmierć, jest Reinhold Barcz.
Po wcieleniu po II wojnie światowej Mazur do Polski większość gromadkarzy przyłączyła się do Kościoła Ewangelicko-Metodystycznego lub Kościoła Ewangelicko-Augsburskiego. Do metodystów przekonał ich po wojnie ustrój Kościoła – podział na klasy i zbory oraz duża rola świeckich. Przypominało im to ich przedwojenne „gromadki”.

## Odzwierciedlenie w dziełach kultury
- twórczość poetycka związanego z gromadkarstwem Michała Kajki wyraża istotne prawdy wiary tego kręgu religijnego
- w książce Melchiora Wańkowicza Na tropach Smętka ukazuje m.in. czołowych działaczy gromadkarskich, np. Reinholda Barcza
- powieść Zbigniewa Nienackiego Raz w roku w Skiroławkach przedstawia fikcyjne postaci gromadkarzy – są to np. Aron Ziemba i Jonasz Wątruch